# Зинзивер, Яков Акимович
Яков Акимович Зинзивер (18 августа 1920 — 2 марта 1979) — полный кавалер Ордена Славы.
Наводчик 45-мм пушки 827-го стрелкового полка (302-я Тернопольская стрелковая дивизия, 60-я армия 4-й Украинский фронт), сержант — на момент последнего представления к награждению орденом Славы.

## Биография
Родился в селе Новоприречное, ныне Есильского района Акмолинской области Казахстана, в семье крестьянина. Украинец.
Образование неполное среднее.
В 1931 году с родителями переехал на Украину, в город Макеевка Донецкой области. Работал разнорабочим на Центральной опытной ферме.
В 1940 году был призван в Красную Армию Макеевским горвоенкоматом. По собственной просьбе был направлен в артиллерию. Его дед служил бомбардиром на героическом крейсере «Варяг», отец — в полковой артиллерии. Яков, в свою очередь, тоже начал службу в артиллерийской части, в Западном военном округе.

## Участие вВОВ
Первый бой в Великую Отечественную войну принял 24 июня под городом Барановичи. Вначале познал горечь отступления, затем наступал, освобождал оккупированную врагом землю.
Пришлось служить не только в артиллерии. Летом 1944 года был телефонистом батареи 120-мм миномётов 827-го стрелкового полка 302-й стрелковой дивизии. 25-27 июля 1944 года в боях на подступах к городу Львову младший сержант Зинзивер под огнём исправил 27 повреждений на линии связи, поддерживал непрерывную связь с расчётами миномётов. Своими действиями обеспечил своевременный и точный огонь по врагу.
Во время боёв в Польше сержант Зинзивер был уже наводчиком 120-мм миномёта в том же полку. 12 января 1945 года при прорыве обороны противника у населённого пункта Стопница (15 км юго-восточнее города Буско-Здруй, Польша) сержант Зинзивер метким огнём подавил миномётную батарею противника, поразил 2 пулемётные точки с расчётами. 15 января у населённого пункта Якушовицы (25 км юго-западнее города Казимеж, Польша) при отражении контратаки врага из миномёта истребил взвод фашистских солдат.
В одном из следующих боёв, обнаружив брошенное вражеское орудие, применил его против врага. Когда гитлеровцы перешли в контратаку при поддержке танков, расчёт добровольцев из бывших артиллеристов устремился к орудию. Зинзивер встал за наводчика, в конце боя на поле дымилось три вражеских танка. Вскоре был переведён в артиллерию, наводчиком 45-мм пушки того же полка.
В мае 1945 года во время боёв за город Бреслау (Вроцлав) в батарее не осталось ни одного офицера. Зинзивер заменил погибшего командира батареи, быстро добрался до командного пункта, подготовил данные для ведения огня и передал их орудийным расчётам. Артиллеристы успешно выполнили боевую задачу.

## Послевоенное время
В 1946 году был демобилизован. Вернулся в Донбасс.
Жил в городе Моспино Донецкой области. Работал сепараторщиком на Центральной опытной ферме.

## Награды
- Орден Красной Звезды
- Орден Славы 3-й степени. Приказ от 12 августа 1944, (№ 192893)
- Орден Славы 2-й степени. Приказ от 17 февраля 1945 года, (№ 44283)
- Орден Славы 2-й степени. Приказ от 26 мая 1945 года, повторно
- Орден Славы 1-й степени, Указ Президиума Верховного Совета СССР от 31 марта 1956 года, (№ 2391)